# محمدحسین طاهری آکردی
محمدحسین طاهری آکردی (زادهٔ ۱۳۵۴ در قم) دبیر ستاد امر به معروف و نهی از منکر جمهوری اسلامی است.

## زندگی‌نامه
محمدحسین طاهری آکردی در ۲۵ بهمن ۱۳۵۴ش در قم به‌دنیا آمد. او در نوجوانی وارد مدرسهٔ رضویهٔ قم شد و در کنار تحصیل علوم حوزوی به یادگیری دروس دبیرستان پرداخت. او در حوزه علمیه قم، فقه و اصول را نزد اشخاصی چون نوری همدانی، جعفر سبحانی و آملی لاریجانی فرا گرفت. او در سال ۱۳۹۰ از مؤسسه آموزشی و پژوهشی امام خمینی دکترای رشتهٔ ادیان و عرفان گرفت و اکنون عضو هیئت علمی همین مؤسسه است.

## فعالیت‌های اجرایی
آکردی در زمان ریاست مهرداد بذرپاش بر دیوان محاسبات کشور، مشاور فرهنگی او بوده‌است. او در خرداد ماه ۱۴۰۲ با انتصاب به سمت دبیری ستاد امر به معروف و نهی از منکر، جایگزین سید محمدصالح هاشمی گلپایگانی شد.
آکردی عضو شورای مرکزی حزب شریان، نزدیک به حمید رسایی است .

## حواشی و جنجال‌ها

### حجاب‌بان‌ها
فعالیت نیروهای موسوم به حجاب‌بان مدتی پس از انتصاب او به سمت دبیری ستاد امر به معروف و نهی از منکر آغاز شد. هم‌زمانی حادثه جان‌باختن آرمیتا گراوند با آغاز فعالیت محسوس این گروه و کنترل شدید رسانه‌ها دربارهٔ پوشش حادثه باعث گمانه‌زنی‌های گسترده پیرامون نقش نهادهای کنترل‌کننده حجاب اجباری در مرگ گراوند شد.
آکردی فعالیت حجاب‌بانان را در هماهنگی با سپاه، بسیج، فراجا، شهرداری و دادستانی تهران اعلام کرد و گفت ستاد امر به معروف به این افراد آموزش‌هایی را ارائه کرده‌است.

### لباس جراحی اسلامی
او در آذر ماه ۱۴۰۲ گفت طراحی لباس جراحی اسلامی با هدف رعایت حدود شرعی در دستور کار ستاد امر به معروف و نهی از منکر است.

## دعوت و حمایت طاهری آکردی از پویش دو درجه کمتر
طاهری آکردی در ۲۴ آذر ۱۴۰۳ در وبسایت رسمی ستاد امر به معروف و نهی از منکر ، ضمن اعلام حمایت خود و ستاد از تمامی آحاد جامعه، به‌ویژه تشکل‌های مردمی، از آنها خواست که به پویش «دو درجه کمتر» که به‌دست رئیس‌جمهور ایران، دکتر پزشکیان، برای ترویج مصرف بهینه برق و گاز راه‌اندازی شده، ملحق شوند. وی هدف خود را وفاق و حمایت از رئیس‌جمهور ایران، حفظ بیت‌المال و پرهیز از اسراف بیان کرد در ادامه این دعوت، ابراهیم مومنی روش، فعال اجتماعی و نویسنده کتاب آموزش احکام فریضتین و اصول مطالبه‌گری از تشکل‌های مردمی خواست تا با انتشار دعوت دبیر ستاد امر به معروف در فضای مجازی، به عنوان «سفیر معروف» در این حرکت اجتماعی مشارکت کنند.